# ريجنالد ليجراند بورغ
ريجنالد ليجراند بورغ (بالإنجليزية: Reginald Le Borg)‏  (و. 1902 – 1989 م) هو مخرج أفلام من الولايات المتحدة، والنمسا، ولد في فيينا، توفي في لوس أنجلوس، عن عمر يناهز 87 عاماً، بسبب نوبة قلبية.

## وصلات خارجية
- ريجنالد ليجراند بورغ على موقع IMDb (الإنجليزية)
- ريجنالد ليجراند بورغ على موقع ألو سيني (الفرنسية)
- ريجنالد ليجراند بورغ على موقع أول موفي (الإنجليزية)
- ريجنالد ليجراند بورغ على موقع قاعدة بيانات الأفلام السويدية (السويدية)
- ريجنالد ليجراند بورغ على موقع إن إن دي بي (الإنجليزية)
- ريجنالد ليجراند بورغ على موقع قاعدة بيانات الفيلم (الإنجليزية)
- ريجنالد ليجراند بورغ على موقع كينوبويسك (الروسية)